# Campeonato Femenino de la SAFF 2022

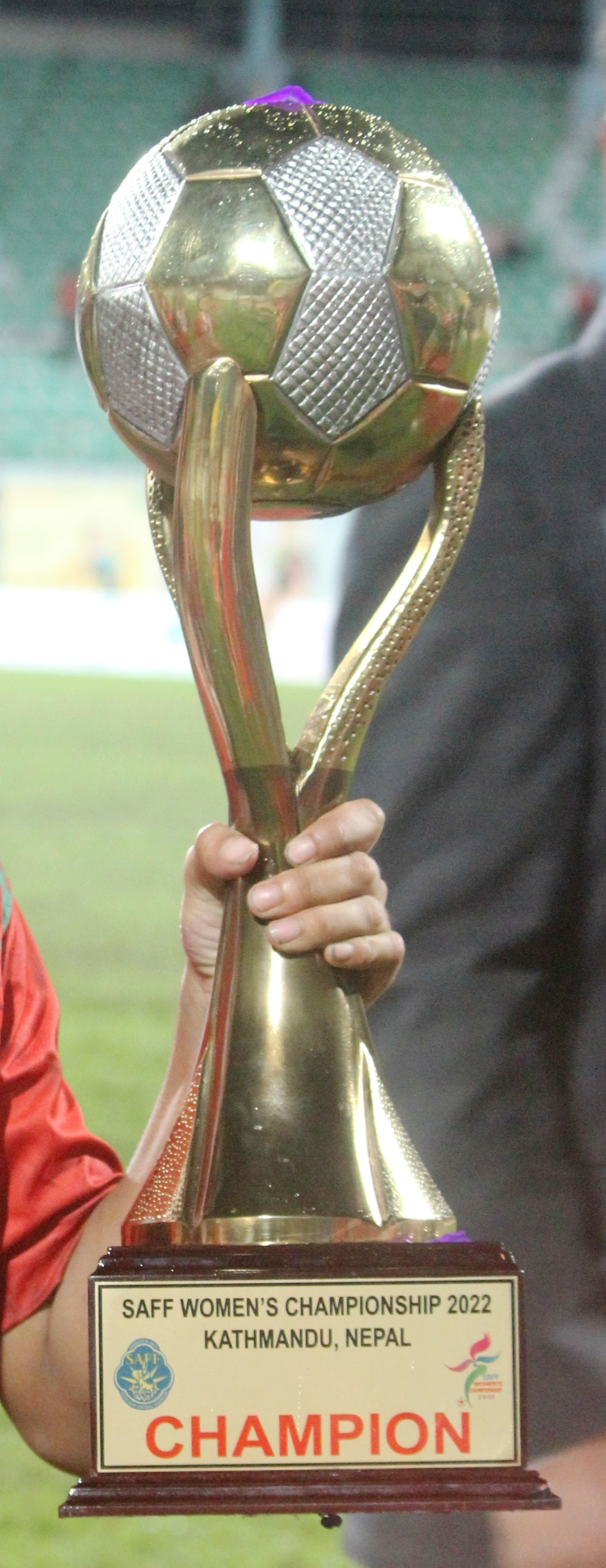
Trofeo del Campeonato Femenino de la SAFF 2022.

El Campeonato Femenino de la SAFF 2022 fue la 6.ª edición del Campeonato femenino de la SAFF. El torneo se jugó en Nepal del 6 al 19 de septiembre de 2022 con participación de 7 seleccionados nacionales femeninos miembros de la SAFF.
En la final, Bangladés jugó ante Nepal el 19 de septiembre de 2022 en el estadio Dasharath Rangasala en Katmandú. Bangladés ganó en la final por el marcador de 3-1, consiguiendo su primer título de la competición. La jugadora bangladesí Sabina Khatun fue la mejor jugadora del torneo, ganando el premio a la Jugadora Más Valiosa. Además, Sabina Khatun ganó el premio a la Máxima Goleadora por haber marcado la mayor cantidad de goles durante el torneo con ocho. La bangladesí Rupna Chakma, con cuatro porterías a cero, ganó el premio a la Mejor Portera, otorgado a la portera con la mayor cantidad de porterías a cero.

## Participantes
| País              | Participaciones | Mejor desempeño                               | Rankinf FIFA Agosto de 2022 |
| ----------------- | --------------- | --------------------------------------------- | --------------------------- |
| India             | 6               | Campeón (2010, 2012, 2014, 2016, 2019)        | 58                          |
| Nepal (anfitrión) | 6               | Subcampeón (2010, 2012, 2014, 2019)           | 102                         |
| Bangladés         | 6               | Subcampeón (2016)                             | 147                         |
| Sri Lanka         | 6               | Semifinalista (2012, 2014, 2019)              | 153                         |
| Maldivas          | 6               | Semifinalista (2016)                          | 156                         |
| Bután             | 6               | Fase de grupos (2010, 2012, 2014, 2016, 2019) | 176                         |
| Pakistán          | 4               | Semifinalista (2010)                          | n/a                         |

## Fase de grupos

### Grupo A

#### Clasificación
| Pos. | Equipo    | Pts. | PJ | G | E | P | GF | GC | Dif. | Clasificación                 |
| ---- | --------- | ---- | -- | - | - | - | -- | -- | ---- | ----------------------------- |
| 1    | Bangladés | 9    | 3  | 3 | 0 | 0 | 12 | 0  | +12  | Clasificado a las semifinales |
| 2    | India     | 6    | 3  | 2 | 0 | 1 | 12 | 3  | +9   | Clasificado a las semifinales |
| 3    | Pakistán  | 3    | 3  | 1 | 0 | 2 | 7  | 9  | −2   |                               |
| 4    | Maldivas  | 0    | 3  | 0 | 0 | 3 | 0  | 19 | −19  |                               |

Actualizado a los partidos jugados el 13 de septiembre de 2022.
 Fuente: Soccerway

#### Fixture
| Fecha                           | Lugar    |           |                         | Resultado |                         |           |
| ------------------------------- | -------- | --------- | ----------------------- | --------- | ----------------------- | --------- |
| 7 de septiembre de 2022, 13:00  | Katmandú | India     | Bandera de la India     | 3:0       | Bandera de Pakistán     | Pakistán  |
| 7 de septiembre de 2022, 17:30  | Katmandú | Bangladés | Bandera de Bangladés    | 3:0       | Bandera de las Maldivas | Maldivas  |
| 10 de septiembre de 2022, 13:00 | Katmandú | Pakistán  | Bandera de Pakistán     | 0:6       | Bandera de Bangladés    | Bangladés |
| 10 de septiembre de 2022, 17:30 | Katmandú | Maldivas  | Bandera de las Maldivas | 0:9       | Bandera de la India     | India     |
| 13 de septiembre de 2022, 13:00 | Katmandú | Maldivas  | Bandera de las Maldivas | 0:7       | Bandera de Pakistán     | Pakistán  |
| 13 de septiembre de 2022, 17:30 | Katmandú | India     | Bandera de la India     | 0:3       | Bandera de Bangladés    | Bangladés |

### Grupo B

#### Clasificación
| Pos. | Equipo    | Pts. | PJ | G | E | P | GF | GC | Dif. | Clasificación                 |
| ---- | --------- | ---- | -- | - | - | - | -- | -- | ---- | ----------------------------- |
| 1    | Nepal     | 6    | 2  | 2 | 0 | 0 | 10 | 0  | +10  | Clasificado a las semifinales |
| 2    | Bután     | 3    | 2  | 1 | 0 | 1 | 5  | 4  | +1   | Clasificado a las semifinales |
| 3    | Sri Lanka | 0    | 2  | 0 | 0 | 2 | 0  | 11 | −11  |                               |

Actualizado a los partidos jugados el 12 de septiembre de 2022.
 Fuente: Soccerway

#### Fixture
| Fecha                           | Lugar    |           |                      | Resultado |                      |           |
| ------------------------------- | -------- | --------- | -------------------- | --------- | -------------------- | --------- |
| 6 de septiembre de 2022, 17:30  | Katmandú | Bután     | Bandera de Bután     | 0:4       | Bandera de Nepal     | Nepal     |
| 9 de septiembre de 2022, 17:30  | Katmandú | Sri Lanka | Bandera de Sri Lanka | 0:5       | Bandera de Bután     | Bután     |
| 12 de septiembre de 2022, 17:30 | Katmandú | Nepal     | Bandera de Nepal     | 6:0       | Bandera de Sri Lanka | Sri Lanka |

## Fase final

### Semifinales
| Fecha                           | Lugar    |           |                      | Resultado |                     |       |
| ------------------------------- | -------- | --------- | -------------------- | --------- | ------------------- | ----- |
| 16 de septiembre de 2022, 13:00 | Katmandú | Bangladés | Bandera de Bangladés | 8:0       | Bandera de Bután    | Bután |
| 16 de septiembre de 2022, 17:30 | Katmandú | Nepal     | Bandera de Nepal     | 1:0       | Bandera de la India | India |

### Final
| Fecha                           | Lugar    |           |                      | Resultado |                  |       |
| ------------------------------- | -------- | --------- | -------------------- | --------- | ---------------- | ----- |
| 19 de septiembre de 2022, 17:00 | Katmandú | Bangladés | Bandera de Bangladés | 3:1       | Bandera de Nepal | Nepal |

## Campeón
| Campeonato Femenino de la SAFF 2022 |
| ----------------------------------- |
| Bandera de Bangladés                |
| Bangladés 1º Título                 |

## Goleadoras
- Actualizo el 19 de septiembre de 2022.

| Jugadora                    | Selección | Goles |
| --------------------------- | --------- | ----- |
| Sabina Khatun               | Bangladés | 8     |
| Anju Tamang                 | India     | 4     |
| Nadia Khan                  | Pakistán  | 4     |
| Mosammat Sirat Jahan Shopna | Bangladés | 4     |
| Krishna Rani Sarkar         | Bangladés | 4     |